# Skiwy Duże (gromada)
Skiwy Duże – dawna gromada, czyli najmniejsza jednostka podziału terytorialnego Polskiej Rzeczypospolitej Ludowej w latach 1954–1972.
Gromady, z gromadzkimi radami narodowymi (GRN) jako organami władzy najniższego stopnia na wsi, funkcjonowały od reformy reorganizującej administrację wiejską przeprowadzonej jesienią 1954 do momentu ich zniesienia z dniem 1 stycznia 1973, tym samym wypierając organizację gminną w latach 1954–1972.
Gromadę Skiwy Duże z siedzibą GRN w Skiwach Dużych utworzono – jako jedną z 8759 gromad – w powiecie siemiatyckim w woj. białostockim, na mocy uchwały nr 21/V WRN w Białymstoku z dnia 4 października 1954. W skład jednostki weszły obszary dotychczasowych gromad Skiwy Duże, Skiwy Małe, Kłopoty Stanisławy, Kłopoty Bańki, Moczydły, Zalesie i Cecele ze zniesionej gminy Czartajew oraz obszar dotychczasowej gromady Korzeniówka Duża ze zniesionej gminy Drohiczyn w tymże powiecie. Dla gromady ustalono 15 członków gromadzkiej rady narodowej.
31 grudnia 1959 gromadę Skiwy Duże zniesiono, włączając jej obszar do gromady Czartajew.